# Traute Flamme

Traute Flamme auf einer Fotografie von Karl Schenker, um 1932

Gertraude Hedwig Franziska „Traute“ Flamme (* 5. April 1899 in Hötensleben; † 14. Juni 1968 in Neuburg am Inn) war eine deutsche Soubrette sowie Schauspielerin bei Theater und Film.

## Leben und Wirken
Die Tochter des Justizrats Siegfried Flamme und seiner Frau Elisabeth, geb. Straube, wuchs in Hötensleben und Stettin auf. Nach dem Besuch eines Lyzeums heiratete sie 1919 den Landwirt Hans Horn, von dem sie 1924 wieder geschieden wurde. Um diese Zeit begann Traute Flamme ihre Schauspiel- und Gesangsausbildung bei Julia Serda, Hertha Dehmlow und Oskar Rees. Ihr erstes Bühnenengagement trat sie 1928 am Berliner Metropoltheater an und setzte ihre Laufbahn anschließend am Lessingtheater, am Renaissance-Theater, an der Tribüne und am Theater des Westens fort. Weitere Stationen waren das Hamburger Thalia-Theater sowie das Wiener Bürgertheater und das ebendortige Deutsche Volkstheater. Ihr Rollenfach war das der jugendlichen Liebhaberin und Salondame, ihre Stimmlage der Mezzosopran.
Traute Flamme, die von 1925 bis 1932 mit Martin Jacoby-Boy verheiratet war, wirkte 1930 in einem Werbespot für Carisch-Kaffee mit dem Titel Spuk! mit, der von ihrem Mann inszeniert wurde und als einer der ersten Farb-Werbefilme der Welt Bedeutung erlangte. Neben Traute Flamme traten darin Paul Henckels und Aruth Wartan auf. Ab 1932 sind sporadische Engagements beim deutschen Spielfilm dokumentiert, wobei Traute Flamme nie über Episodenrollen hinauskam. Somit konzentrierte sich die goldblonde Künstlerin weiterhin auf die Theaterarbeit und nahm während des Zweiten Weltkriegs im Rahmen der Truppenbetreuung an Wehrmachtstourneen durch Rumänien und die Sowjetunion teil.
Nach Kriegsende lebte Traute Flamme in Wiesbaden und trat Mitte der 1950er-Jahre in Melodramen von Karl Ritter und Harald Reinl nochmals mit drei kleinen Rollen in Erscheinung. Anschließend übersiedelte sie mit ihrem Lebensgefährten, dem Maler und Grafiker Hermann Peffer, ins niederbayerische Neuburg am Inn, wo sie 1967 mit Peffer ihre dritte Ehe einging und im Jahr darauf starb.

## Filmografie
- 1932: Gräfin Mariza
- 1932: Der Läufer von Marathon
- 1936: Einmal unten – einmal oben (Kurzfilm)
- 1954: Staatsanwältin Corda
- 1954: Der schweigende Engel
- 1956: Ein Herz schlägt für Erika

## Hörspiele (Auswahl)
- 1954: Marie Luise Kaschnitz: Caterina Cornaro (Frau Freda Geiges) – Regie: Fränze Roloff (Original-Hörspiel – HR)[8]